# Holoplatys mascordi
Holoplatys mascordi là một loài nhện trong họ Salticidae. Loài này được phát hiện ở New South Wales và Nam Úc.